# Classification de Moys
Le système de classification de Moys est un système de classification de bibliothèque développé en Angleterre à partir de 1951 avant l'arrivée des ordinateurs pour les documents juridiques résultant de lois de pays étrangers (pour la loi anglaise). Il a été conçu par Betty Moys (en) et publié pour la première fois en 1968. Il est principalement utilisé dans les bibliothèques de droit de langue anglaise de nombreux pays tels que le Canada, l’Australie, la Nouvelle-Zélande et le Royaume-Uni. Il précède les mutations de la bibliothèque d'accès public avec la numérisation des ouvrages et des textes apparue dans les années 1980 (voir bibliothèque tiers lieu) et ne les intègre pas.

## Définition
La classification de la Bibliothèque du Congrès (LCC)  est le principal système de classification utilisé dans les bibliothèques universitaires de langue anglaise (et ne concerne pas par exemple les bibliothèques françaises, ou les bibliothèques espagnoles Biblioteca Digital Hispánica, etc.). Le système Moys est conçu pour s'intégrer dans une bibliothèque utilisant la  LCC. La raison principale en est que la LCC n’avait pas entièrement développé la classe K (la classe de droit) au moment de la mise au point du système de Moys.  Ce point  justifie l’adoption du même style de notation que celui utilisé dans la classe K de la LCC . Les sous-classes et l'énumération sont cependant très différentes dans les deux systèmes. Comme pour la LCC, un ensemble de chiffres suit les lettres de classe pour indiquer des domaines spécifiques. Les nombres décimaux sont toutefois beaucoup moins utilisés que dans le système de LCC.

## Classes
Remarque : toutes ces sous-classes ne sont pas obligatoires et certaines classes peuvent ne pas être utilisées dans certaines bibliothèques.
- K - Revues et ouvrages de référence
- KA - Jurisprudence
- KO - Droit général et comparé
- KC - Droit International
- KD - Système juridique religieux
- KE - Loi antique et médiévale
- - Droit Commun
  - KF - Îles Britanniques
  - KG - Canada, États-unis, Antilles
  - KH - Australie, Nouvelle-Zélande
  - KL - Général
  - KM - Droit public
- KN - Droit privé
- KP - Juridiction préférée
- KR - Afrique
- KS - Amérique latine
- KT - Asie et Pacifique
- KV - Europe (géographique)
- KW - Droit de la Communauté Européenne (alternative)
- KZ - Sujets non juridiques